# Płatna telewizja
Płatna telewizja (ang. pay television) – sposób świadczenia dostępu do usług telewizyjnych opartych na subskrypcji telewizji. Zwykle świadczone w ofertach analogowej i cyfrowej telewizji kablowej, telewizji satelitarnej, ale także w coraz większym stopniu za pośrednictwem naziemnej telewizji cyfrowej i internetu. Abonent dokonuje odpłatności za oferowane kanały a la carte lub zgrupowane pakiety kanałów na zasadzie opłaty postpaid lub prepaid.
W niektórych państwach system płatnej telewizji (zwłaszcza we Francji i Stanach Zjednoczonych) funkcjonował również w naziemnej telewizji analogowej, gdzie część kanałów była szyfrowana. Również w Polsce w latach 1995–2001 w naziemnej telewizji analogowej nadawał Canal+.
Często płatna telewizja utożsamiana jest z kanałami dodatkowo płatnymi typu premium. Jednak pojęcie to odnosi się do wszystkich form odpłatności za usługi telewizji.